# キム・ミンソク (俳優)
キム・ミンソク（朝: 김민석、1990年1月24日 - ）は、韓国の俳優。釜山広域市出身。

## 人物・生い立ち
1990年1月24日、釜山広域市に生まれる。誕生と同時に両親と離れ、祖母によって育てられる。幼少期にケンカで鼻が曲がり「特に不便なことはないが、大きく息を吸うと片方の小鼻がくっついて息がしにくい」と語っている。
一人で育ててくれた祖母に苦労をかけまいと高校時代から刺身店で厨房補助としてアルバイトをし、社長の支援で日本食の調理師免許を取得した後、韓国食、洋食の調理師免許も取得した。大学もアルバイトを続けながらホテル調理学科を専攻した。
ソウルに上京し、俳優として活動するようになってからも、仕事がない時はクイック宅配やレストランなどで配達アルバイトをしながら、脇役を演じていた。

## 来歴

### デビュー後
2011年、Mnetのオーディション番組『スーパースターK』に出場。オーディションでは惜しくも脱落するが、これがデビューのきっかけとなりオーディションを主宰した会社と契約を結ぶ。2012年にtvNドラマ『美男バンド～君に届けるピュアビート』のオーディションで見事合格し俳優としてデビューする。演技は好評だったものの、アイドルとしてデビューをさせようとしていた事務所と意見に差がでて事務所を辞め、ホームレス状態でアルバイトを続ける日々が続き、『美男バンド』で共演したINFINITEのエルの紹介でWoollimエンターテインメントに所属する。活動再開後、続けて受けた『恋するジェネレーション』と『太陽の末裔』のオーディションに両方合格し俳優としての道に進む。
ブレイクのきっかけとなったのは2016年に最高視聴率41.6％を記録した大ヒットドラマ『太陽の末裔』。この作品で主演のソン・ジュンギの後輩ギボム役を演じ、第12回Soompiアワードで人気賞を受賞した。『太陽の末裔』の最終オーディションの際には、演出スタッフ、俳優陣全員に寿司を握った。同年、韓国の音楽番組『SBS人気歌謡』のMCに抜擢されますます人気を高め、SBS芸能大賞でニュースター賞を受賞した。
2017年11月、Woollimエンターテインメントと契約が満了し退社。その後、Respectエンターテインメントに所属している。
2018年12月10日に陸軍に現役入隊。

### 兵役後
2020年7月20日に除隊した。ウェブドラマ『都会の男女の恋愛法』で除隊初のドラマ出演を果たした。

## 作品

### アルバム
- 美男バンド～キミに届けるピュアビート OST Part3（2012年）表題曲 : どうして君を

## 出演

### テレビドラマ
- 美男バンド～キミに届けるピュアビート（朝鮮語版）（2012年、tvN） - ソ・ギョンジョン役 [19]
- ラブオン・ハイスクール（朝鮮語版）（2014年、KBS2） - パク・ビョンウク 役
- 恋するジェネレーション（2015年、KBS2） - ミンソク 役
- 想像ネコ～僕とポッキルと彼女の話～（朝鮮語版）（2015年-2016年、MBC） - ユク・ヘゴン 役[20]
- 太陽の末裔〜Love Under The Sun〜（2016年、KBS2） - キム・ギボム 役
- ドクターズ〜恋する気持ち〜（2016年、SBS） - チェ・ガンス 役[21]
- 青春時代2（朝鮮語版）（2017年、JTBC） - ソ・ジャンフン 役[22]
- 被告人（2017年、SBS） - イ・ソンギュ 役[23]
- この恋は初めてだから〜Because This is My First Life〜（2017年、tvN） - シム・ウォンソク 役[24]
- 胸部外科（2018年、SBS）
- 僕が見つけたシンデレラ〜Beauty Inside〜（2018年、JTBC）
- 出し子（2018年、tvN）- ピョンドゥ 役[25]
- ラケット少年団（2021年、SBS）- カメオ出演[26]
- 血が燃える恋愛（2022年、JTBC）- 主演：ロイド 役[27]
- デリバリーマン（2023年、Genie TV）- ト・ギュジン 役[28]

### ウェブドラマ
- 後遺症（2014年、WEB） - チョ・インホ 役
- 後遺症 シーズン2（2014年、WEB） - チョ・インホ 役
- 都会の男女の恋愛法（2020年-2021年、kakaoTV） - チャ・ギョンジュン 役[29]
- 今日からエンジン・オン（2021年、KakaoTV）- 主演：チャ・デヒョン役[30]

### 映画
- 修羅の華（2016年） - チュファン 役
- 道化師たち:風聞操作団（2019年） - パルプン 役[31]
- シャーク 覚醒（2021年）- 主演：チャ・ウソル 役[32]

### テレビ番組
- スーパースターK3（朝鮮語版）（2011年、Mnet）
- ワンナイトフード・トリップ（朝鮮語版）（2016年、O'Live）
- イケメンブロマンス（2016年、NAVER TV）[33]
- ラジオスター（朝鮮語版）（2016年、MBC）[34][35]
- 覆面歌王（2016年、MBC） -  太陽の後輩役
- コンノリぺ（2016年、SBS)[36]
- 人気歌謡（2016年、SBS）- MC[37]
- ジャングルの法則（2016年、tvN）[38]
- 花見劫（朝鮮語版）（2016年、SBS）
- 冷蔵庫をお願い（2017年、JTBC）[39]
- 布団の外は危険（2018年、MBC）[40]
- 知ってるお兄さん（2020年、JTBC）[41]
- 自立万歳（2021年、JTBC）[42]

### ラジオ
- パク・ハソンのシネタウン（2021年、SBSパワーFM）[43]

### 広告
- 2016 Ambasa
- 2016 パゴダ教育グループ|パゴダ語学院
- 2016 - 2017 エドウィン
- 2017 コナ

## 賞とノミネート

### 受賞
- 2016年「SBS芸能大賞 ベストエンターテイナー賞」（『人気歌謡』）[44]
- 2016年「SBS演技大賞 ニュースター賞」（『ドクターズ～恋する気持ち～』）
- 2017年「第12回Soompiアワード ライジングスター賞」（『太陽の末裔』）
- 2017年「第53回百想芸能大賞 テレビ部門男性新人演技賞」（『ドクターズ～恋する気持ち～』）[45]
- 2017年「第1回THE SEOUL AWAREDS ドラマ部門新人俳優賞」（『被告人』）[46]

### ノミネート
- 2016年「第9回コリアドラマアワード 男性新人賞」（『太陽の末裔』）
- 2016年「第5回APANスターアワード 男性新人賞」（『太陽の末裔』）[47]
- 2016年「第29回グリメ賞 男性新人賞」（『太陽の末裔』）
- 2016年「SBS芸能大賞 男性新人賞」（『人気歌謡』）
- 2016年「KBS演技大賞 男性新人賞」（『太陽の末裔』）[48][49]
- 2017年「SBS演技大賞 月火ドラマ部門男性優秀俳優賞」（『被告人』）
- 2018年「第13回Soompiアワード 男性部門最優秀俳優賞」（『この恋は初めてだから～Because This is My First Life～』）